# Servis (šport)
Servis se imenuje začetni udarec pri nekaterih športih z žogo. Ti so športi so:
- odbojka,
- tenis,
- namizni tenis
- skvoš